# Stadhuis van Hondschote

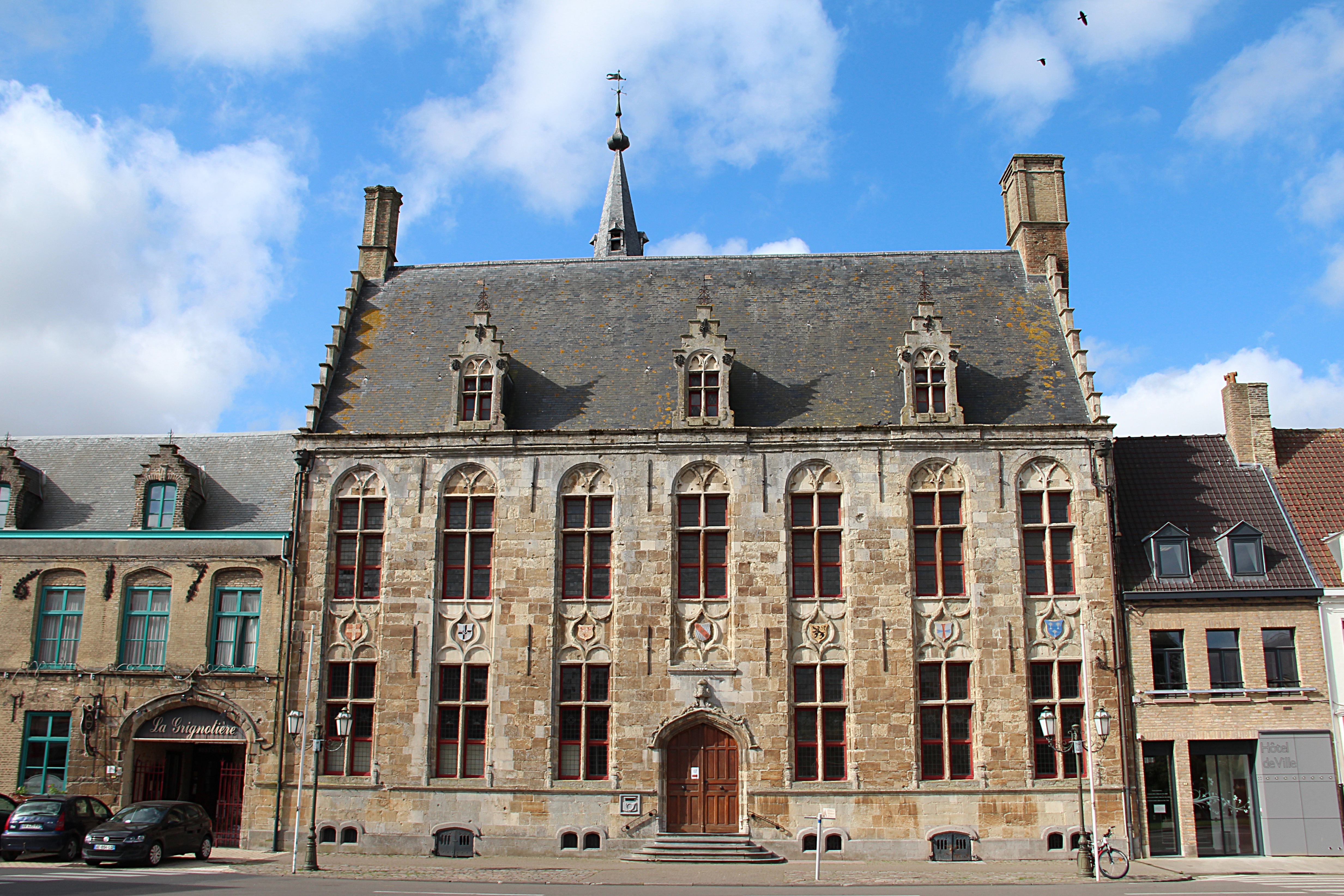
Stadhuis van Hondschote

Het Stadhuis van Hondschote is het stadhuis van de in het Franse Noorderdepartement gelegen stad Hondschote.
Dit stadhuis werd gebouwd in 1558 en is opgetrokken in Vlaamse renaissancestijl. Als materiaal is zandsteen en witte natuursteen gebruikt. Op de voorgevel vindt men zeven wapenschilden, waaronder dat van de eeuwenoude Sint-Sebastiaanbroederschap. De zijgevels zijn trapgevels. In de kelder huisde de stadswacht. In de hal zijn schilderijen die de geschiedenis van Hondschote weergeven. In het secretariaat vindt men een Vlaamse schouw van 1555 en op de eerste verdieping bevindt zich een feestzaal. In de raadszaal hangt een schilderij door A. Bellenger, voorstellende de Slag bij Hondschote. Het archief gaat terug tot 1285.
Sinds 1910 is het stadhuis een beschermd monument en erkend als monument historique van Frankrijk.